# Hokej na lodzie
Hokej na lodzie (popularna forma skrócona: hokej) – sportowa gra zespołowa rozgrywana na lodowisku.
Hokej na lodzie jest najbardziej popularny w krajach północnej półkuli, co wynika z uwarunkowań klimatycznych. Jest również popularny na terenach, gdzie sezonowo (w czasie zimy) można pokryć dane miejsce lodem, to znaczy w Kanadzie, Stanach Zjednoczonych, Polsce, Rosji, Czechach, Słowacji, Niemczech, Szwajcarii oraz w krajach nordyckich (Szwecja, Finlandia, Norwegia). Wraz z pojawieniem się lodowisk w zamkniętych halach sport ten można rozgrywać przez cały rok. Hokej na lodzie jest jednym z czterech najpopularniejszych sportów zawodowych w Ameryce Północnej. Na terenach Kanady i Stanów Zjednoczonych rozgrywana jest najważniejsza na świecie klubowa liga świata: NHL. Jest to oficjalny zimowy sport narodowy Kanady, gdzie gra ta cieszy się ogromną popularnością.
Organizacją promującą hokej na lodzie na świecie jest IIHF, czyli Międzynarodowa Federacja Hokeja na Lodzie. Skupia ona w sumie 68 państw z całego świata. Pomimo tego zdecydowaną większość medali rozgrywanych pod egidą IIHF Mistrzostw Świata zdobyło siedem państw (tzw. wielka siódemka): Kanada, Czechy, Finlandia, Rosja/ZSRR, Słowacja, Szwecja i Stany Zjednoczone. Podczas 22 turniejów olimpijskich wśród mężczyzn z 66 medali, aż 60 zdobyły reprezentacje powyższych państw. W pięciu rozegranych turniejach kobiet medale zdobyły tylko reprezentacje Kanady, USA, Szwecji, Finlandii oraz Szwajcarii.

## Historia

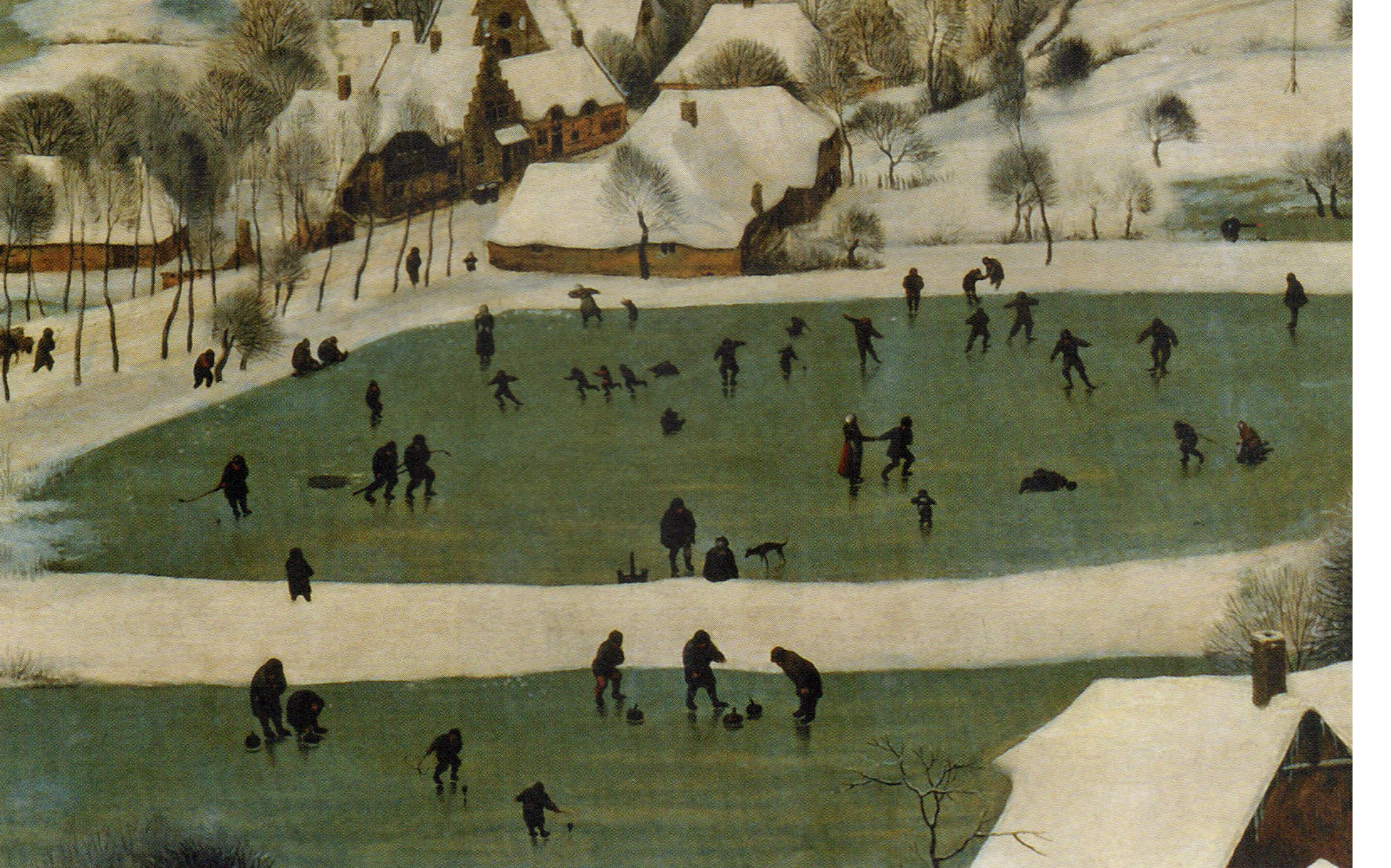
Powiększenie fragmentu obrazu Myśliwi na śniegu

Początki hokeja sięgają końca XV wieku. Dyscyplina została prawdopodobnie zapoczątkowana w Anglii lub Francji. W kulturze po raz pierwszy hokej można zaobserwować w malarstwie niderlandzkim – np. na obrazie Pietera Bruegla Myśliwi na śniegu z 1565. Na jego dalszym planie widać ludzi korzystających z zakrzywionych kijów. Jeszcze wcześniej pojawił się na namalowanym w roku 1494 ołtarzu św. Kryspiana i Kryspiniana. 

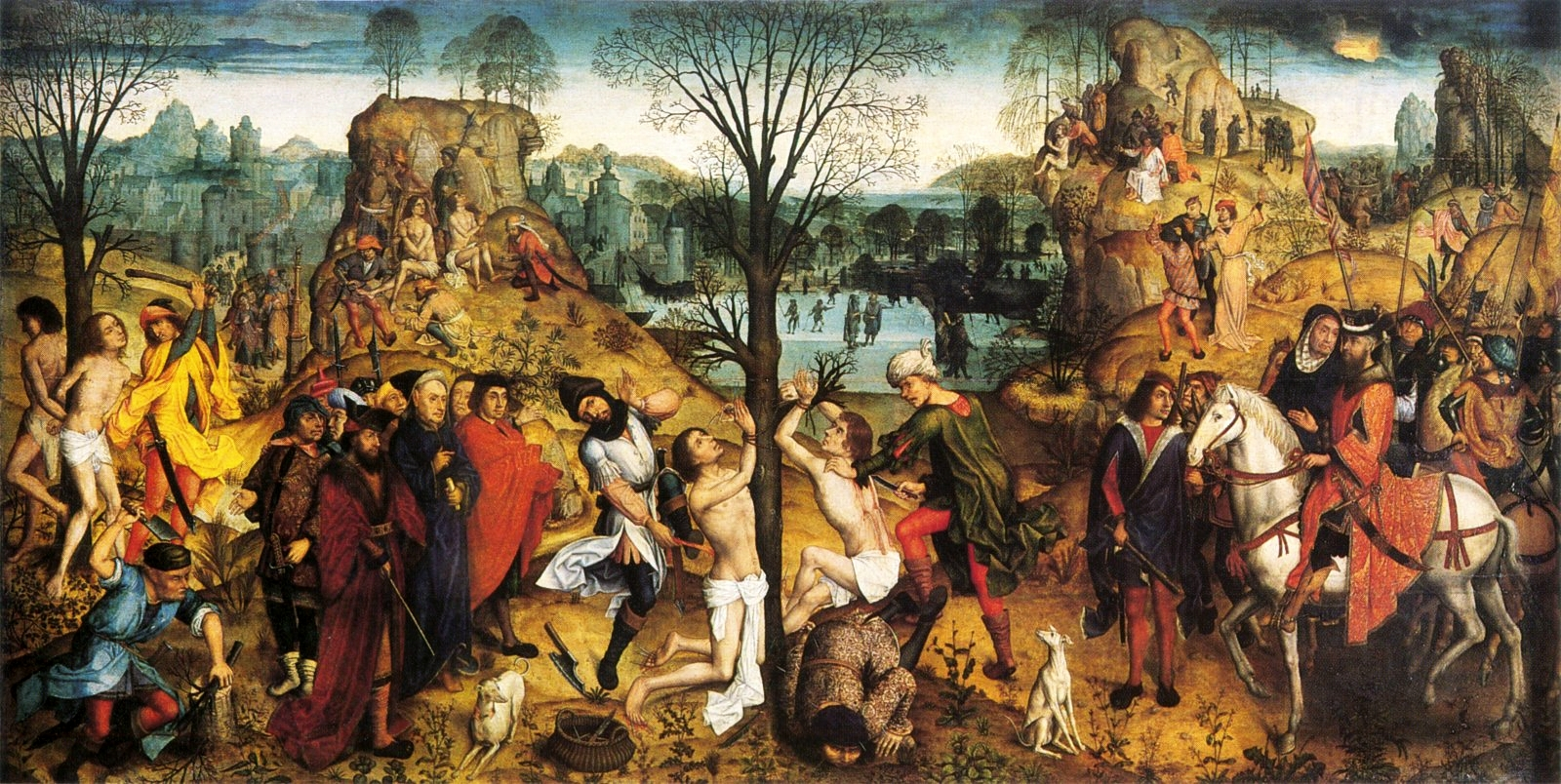
Z prawej strony w głębi pejzażu widoczni hokeiści na zamarzniętym stawie

Użycie słowa hokej w odniesieniu do gier rozgrywanych na lodzie datuje się dopiero na 1785 rok (w 1527 do gier rozgrywanych na zamarzniętych stawach), mimo to etymologia tego terminu nie jest pewna. Możliwe, że pochodzi od francuskiego słowa hoquet, co znaczy pasterski kij lub zgięty kij.
Udokumentowane początki nowoczesnej gry miały miejsce w Ameryce Północnej. Za kolebkę hokeja jest uznawana Kanada. Gra została wymyślona w 1855 roku w Ontario przez stacjonujących tam angielskich żołnierzy, którzy nudzili się podczas długich zim uniemożliwiających uprawianie innych sportów zespołowych. 3 marca 1875 roku w kanadyjskim Montrealu odbył się pierwszy mecz hokeja na lodzie w hali Victoria Skating Rink. Spotkanie rozegrano pomiędzy dwiema drużynami składającymi się z dziewięciu zawodników. Kapitanem jednej z drużyn był James Creighton – organizator meczu. Zawodnicy grali drewnianym krążkiem, używając przy tym łyżew i kijów. Mecz trwał 60 minut.
W 1877 kilku studentów Uniwersytetu McGilla usystematyzowało zasady gry w oparciu o hokej na trawie. W tym samym roku założony został pierwszy klub hokeja na lodzie McGill University Hockey Club, dzięki popularyzacji gry w 1883 włączono hokej do programu zimowego karnawału w Montrealu (Montreal Ice Carnival). Był to pierwszy turniej hokejowy w Kanadzie. Dwa lata później powstała pierwsza amatorska liga hokejowa w Kingston. W 1893 Gubernator generalny Kanady Lord Stanley ufundował puchar nazywany The Dominion Hockey Challenge Cup. Obecnie trofeum to znane jest pod nazwą Pucharu Stanleya i jest przyznawane zwycięzcy rozgrywek National Hockey League (NHL).
W tym samym czasie na terenie Stanów Zjednoczonych popularna była podobna gra ice polo. Różnice między hokejem a tą grą to: długość kija (w ice polo jest krótszy) oraz gra piłką zamiast krążkiem. W 1893 roku odbyły się pierwsze mecze hokeja na lodzie na Uniwersytecie Yale oraz Uniwersytecie Johnsa Hopkinsa. Ice polo grano na terenie Nowej Anglii, jednak w niedługim czasie hokej wyparł tę dyscyplinę sportu z regionu. W 1896 roku założono pierwszą ligę hokejową w USA, The U. S. Amateur Hockey League, z siedzibą w Nowym Jorku.
Hokej do Europy dotarł pod koniec XIX wieku. W 1895 roku w pałacu Buckingham odbyła się prezentacja gry. Pierwsze gry odbyły się jednak dopiero na początku dwudziestego wieku. Najwcześniej hokej uprawiano w Niemczech, Szwajcarii, Francji, Belgii, Anglii oraz w Czechach. W 1908 roku powstała pierwsza organizacja międzynarodowa hokeja na lodzie LIHG (fr. Ligue Internationale de Hockey sur Glace, Międzynarodowa Federacja Hokeja na Lodzie), później przemianowana na IIHF (International Ice Hockey Federation). Państwami założycielskimi były Anglia, Francja, Belgia, Szwajcaria i Czechy. Po dwóch latach od założenia LIHG rozegrano pierwsze w historii mistrzostwa Europy w szwajcarskim Les Avants niedaleko Montreux. Pierwszym mistrzem starego kontynentu została reprezentacja Wielkiej Brytanii. Pierwszą imprezą międzynarodową z udziałem hokeistów z Ameryki Północnej były letnie igrzyska olimpijskie w Antwerpii. Zwycięzcą została reprezentacja Kanady. W 1924 roku hokej znalazł się w programie pierwszych zimowych igrzysk olimpijskich. Od tej chwili co cztery lata turniej olimpijski stał się najważniejszą międzynarodową imprezą hokejową.
W międzyczasie powstała liga NHL. Była efektem rozmów w kanadyjskiej Narodowej Federacji Hokeja między właścicielem Toronto Blueshirts a właścicielami zespołów: Canadiens de Montréal, Montreal Wanderers, Ottawa Senators i Quebec Bulldogs. Ich przedstawiciele zebrali się w Montrealu, gdzie debatowali nad przyszłością National Hockey Association. Powodem dyskusji były zarzuty wobec właściciela Toronto Blueshirts, który był wpływową postacią w National Hockey Association, oskarżanego o oszustwa i faworyzowanie swojego zespołu przez ligę NHA. Po rozpadzie w 1917 roku NHA do rozgrywek NHL przystąpiły jedynie cztery kluby: Montreal Canadiens, Toronto Arenas, Ottawa Senators oraz Montreal Wanderers. Liga stopniowo się powiększała, a w sezonie 1924/1925 po raz pierwszy zagrała w nim drużyna ze Stanów Zjednoczonych Boston Bruins. Obecnie liga NHL składa się z 31 zespołów, które są podzielone na dwie konferencje (zachodnią i wschodnią) oraz na sześć dywizji (w każdej konferencji po trzy).
W Polsce w hokej na lodzie zaczęto grać w latach 20. XX wieku po uzyskaniu niepodległości kraju. Pierwszymi ośrodkami były: Warszawa, Łódź oraz Lwów. W 1922 roku powstały pierwsze kluby hokejowe, tj. Polonia oraz AZS. Trzy lata później w stolicy powołano Polski Związek Hokeja na Lodzie (PZHL). W 1927 roku po raz pierwszy rozegrano w systemie nieligowym turniej o mistrzostwo Polski w hokeju na lodzie. Mistrzem został stołeczny AZS. W 1955 PZHL podjął decyzję o gruntownej reformie systemu rozgrywek o MP i wprowadzeniu w jej ramy modelu ligowego. Dlatego od sezonu 1955/1956 do dziś rywalizacja o miano najlepszej drużyny w Polsce toczona jest w formule ligowej. Najbardziej utytułowaną drużyną Polski jest Podhale Nowy Targ, które zdobyło 19-krotnie tytuł mistrza Polski.

## Wyposażenie

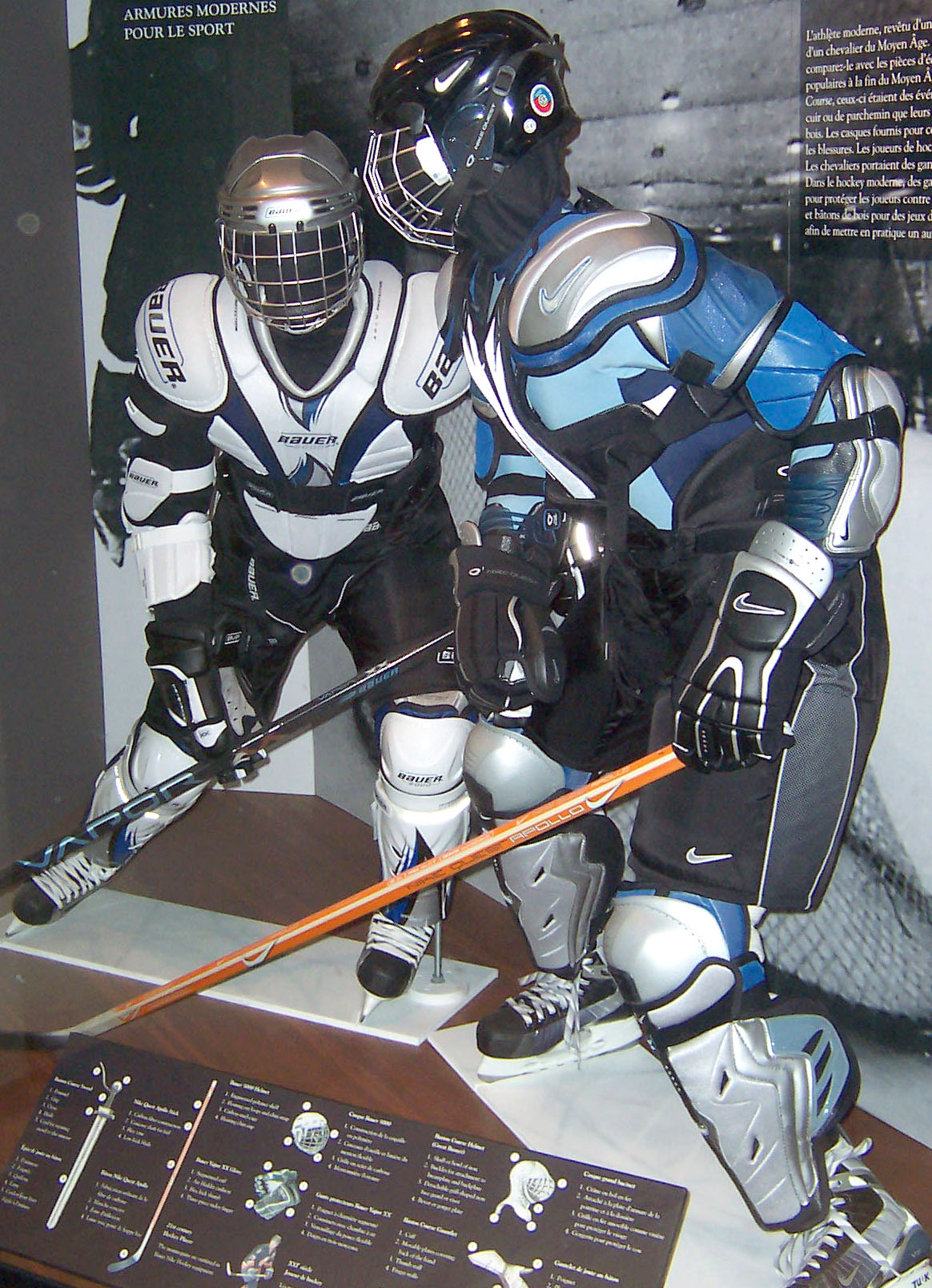
Pełne wyposażenie zawodnika

Hokej na lodzie jest od początku istnienia sportem kontaktowym, w którym ataki ciałem są dozwolone, skutkiem czego powszechne są kontuzje. Specjalne wyposażenie ochronne jest wysoce zalecane. Na ogół obejmuje kask, ochraniacze na ramiona, łokcie oraz zęby, rękawice, specjalne spodnie. Bramkarze są chronieni lepiej, bo nie muszą tak często zmieniać położenia, a zarazem są bardziej narażeni na atak. Mają specjalne maski oraz ochraniacze na nogi. Zawodnicy, którzy nie przekroczyli wieku 18 lat, muszą mieć dodatkowo specjalną ochronę na twarzy w formie kratownicy, nawet gdy nie są bramkarzami.

## Zasady

Pole do gry w hokeja

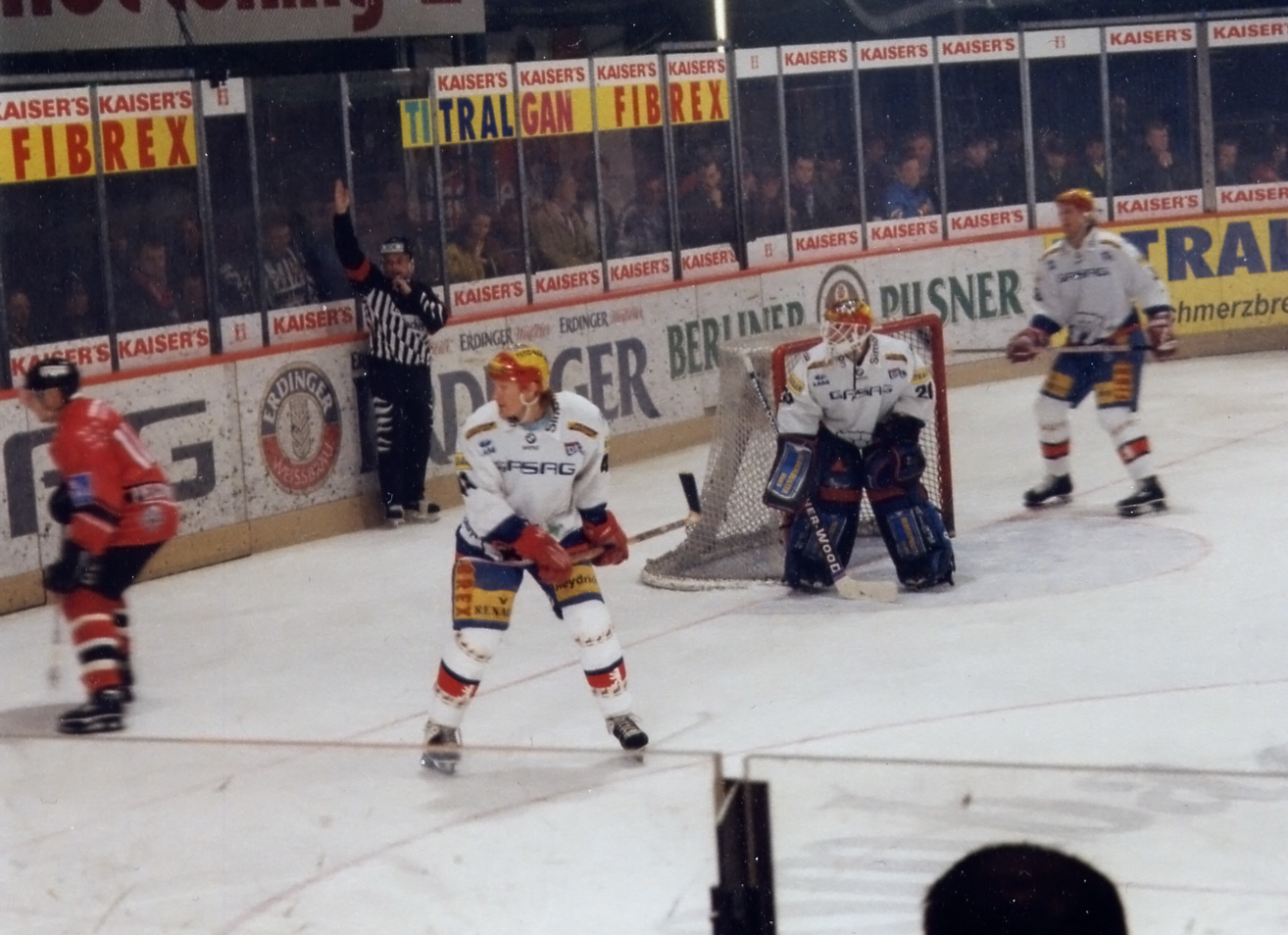
Dwaj obrońcy i bramkarz bronią dostępu do bramki. Podniesiona ręka sędziego głównego oznacza przewinienie, które zostanie odgwizdane, dopiero gdy faulująca drużyna przejmie krążek

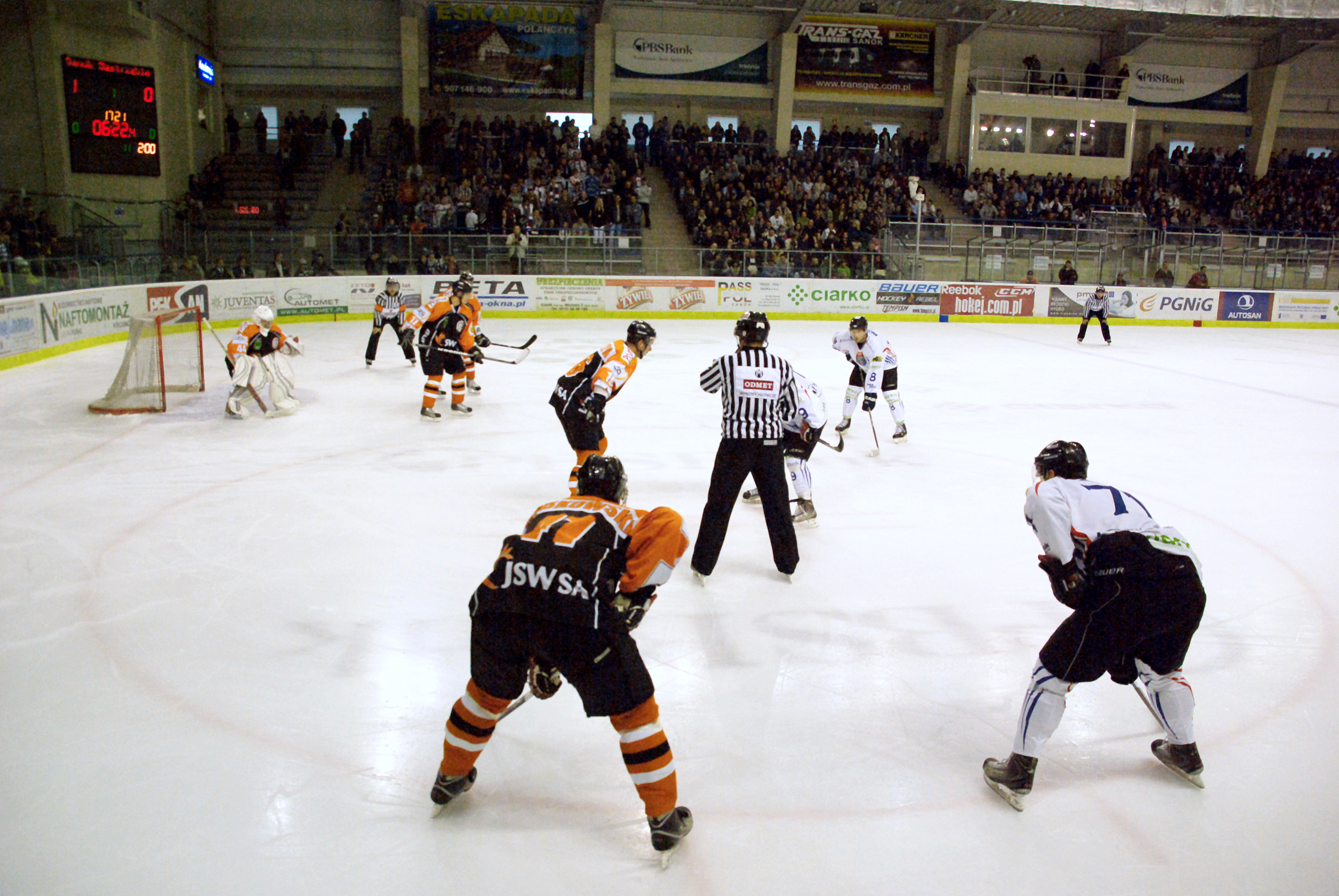
Wznowienie w tercji obronnej w tzw. „buliku”

W skład każdego zespołu na lodzie wchodzą bramkarz i pięciu graczy w polu: dwóch obrońców i trzech napastników: lewoskrzydłowy, środkowy i prawoskrzydłowy. Kadra meczowa drużyny hokejowej jest liczniejsza, składa się z 22 zawodników – 20 zawodników przewidzianych do gry w polu oraz dwóch bramkarzy. Dzięki temu zespoły w trakcie gry swobodnie dokonują regularnych zmian tzw. „piątek”.
Każdy z zawodników wyposażony jest w kij, łyżwy oraz odpowiednie ochraniacze zapobiegające kontuzjom. Do gry służy krążek wykonany z twardego kauczuku, który zawodnicy trącając kijami starają się wbić do bramki przeciwnika. Jest to sport o szybkim tempie gry z użyciem gry fizycznej (ciałem).
Czas meczu hokejowego trwa 60 minut (czas podzielony jest na trzy części, tzw. tercje po 20 minut.) Czas liczony jest według tzw. czystej gry, tzn. jest zatrzymywany, gdy wystąpi przerwa w grze zarządzona przez sędziego.
Plac gry stanowi otoczone bandami lodowisko podzielone na trzy, wyznaczone niebieskimi liniami, części zwane tercjami. Dodatkowo linia czerwona przebiegająca przez środek lodowiska i dzieląca je na pół zwana jest neutralną. Ponadto do obszaru boiska włącza się ławkę rezerwowych (zlokalizowaną wzdłuż jednej długości lodowiska za bandami) oraz ławkę kar (umiejscowioną naprzeciw, wzdłuż drugiej długości lodowiska).
Hokej jest grą, w której wiele zagrań jest dozwolonych. Generalnie zawodnicy zagrywają krążek kijem, lecz nie jest to jedyny dopuszczalny sposób. Ponadto mogą to uczynić łyżwą, ręką itd. Ograniczenia obowiązują przy zagraniu krążka przy pomocy ręki do partnera z drużyny oraz przy zagraniu krążka kijem podniesionym powyżej ramion (w tych przypadkach gra jest przerwana). Bramkę można zdobyć tylko kijem (w wyjątkowych przypadkach uznaje się gole zdobyte gdy krążek odbija się od łyżwy, gdy sędzia nie stwierdza zamiaru zawodnika). Zmiany zawodników („piątek”) dokonywane są w trakcie gry oraz w czasie przerw w grze. Istotne jest przy tym, aby na lodowisku niezmiennie przebywało nie więcej niż sześciu graczy jednej drużyny. Przekroczenie tego przepisu skutkuje nałożeniem kary na drużynę naruszającą tę zasadę.
W przypadku, gdy krążek zniknie z pola widzenia sędziego (np. wypadnie na trybuny, jeden z zawodników zasłoni go na dłużej niż trzy sekundy, bramkarz przykryje ciałem itp.) gra jest przerywana i następuje wznowienie. Wówczas dwóch graczy z przeciwnych drużyn staje naprzeciw siebie, zaś stojący obok nich sędzia rzuca na lód między nich krążek, który oni próbują wywalczyć. Początek każdej tercji oraz dalsza gra po zdobyciu gola rozpoczyna się od wznowienia na środku tafli (w odróżnieniu od innych gier zespołowych drużyna tracąca bramkę nie zyskuje automatycznie przywileju posiadania krążka po utracie gola).
W przeszłości mecze hokejowe mogły zakończyć się wynikiem nierozstrzygniętym, na przykład w spotkaniach grupowych na igrzyskach olimpijskich czy mistrzostwach świata. W rozgrywkach za zwycięstwo uzyskiwano dwa punkty, zaś przy remisie drużyny otrzymywały po jednym punkcie. Obecnie w hokeju nie przewiduje się remisów i każdy mecz o stawkę musi być rozstrzygnięty na korzyść jednej z rywalizujących drużyn (wyjątkami są niekiedy mecze towarzyskie, sparingowe, charytatywne itp., gdzie nie ma obowiązku rozstrzygnięcia meczu). W czasach teraźniejszych międzynarodowa federacja hokejowa unowocześniła zasady związane z rozstrzygnięciem meczu i wynikającą z tego punktacją. Zmiany te mają zastosowanie w krajowych i międzynarodowych rozgrywkach hokejowych. Drużyna, która wygra mecz w czasie regulaminowym (60 minut) otrzymuje 3 punkty, zaś drużyna przegrana pozostaje bez punktów. W przypadku, gdy mecz zakończy się remisem następuje dogrywka (bez ponownego przygotowania lodu tak jak stosuje się to między tercjami). Czas dogrywki wynosi z reguły 5 minut (aczkolwiek możliwe są odstępstwa – np. 10 lub 20 minut). W czasie dogrywki na tafli może przebywać pięciu zawodników danej drużyny – bramkarz oraz czterech graczy z pola – a zatem zmniejsza się liczba zawodników na lodzie. Zdobycie gola w dogrywce automatycznie kończy mecz, zaś drużyna zdobywająca gola, wygrywa spotkanie. Zespół zwyciężający w dogrywce otrzymuje 2 punkty, a przegrany 1 punkt. W przypadku gdy dogrywka nie przyniesie rozstrzygnięcia, sędzia zarządza wykonywanie rzutów karnych w seriach po trzy. Rzut karny w hokeju na lodzie wykonywany jest przy udziale zawodnika i bramkarza drużyny przeciwnej (prócz nich na tafli mogą wówczas przebywać jedynie sędziowie). Zawodnik wykonujący rzut karny przejmuje krążek pozostawiony na środku tafli do jego dyspozycji i wraz z nim najeżdża w kierunku bramki strzeżonej przez bramkarza usiłując trafić krążkiem do bramki. W rzutach karnych przewiduje się trzy serie strzałów dla każdej z drużyn. W razie braku rozstrzygnięcia wykonuje się po jednej serii aż do uzyskania zwycięstwa przez jeden z zespołów. Drużyna zwycięska w rzutach karnych otrzymuje 2 punkty, zaś przegrana 1 punkt.
Mecz prowadzony jest przez sędziów. Tradycyjnie arbitrami spotkania są jeden sędzia główny oraz dwóch sędziów liniowych. Na początku XXI wieku do poszczególnych rozgrywek rangi mistrzowskiej systematycznie wprowadza się dodatkowego sędziego głównego – wskutek czego spotkania prowadzi łącznie czterech arbitrów. Sędzia główny podejmuje kluczowe decyzje w trakcie meczu (rozpoczęcie meczu, uznawanie goli, nakładanie kar itd.). Funkcją sędziów liniowych jest przede wszystkim sygnalizowanie pozycji spalonej, rozpoczynanie wznowień. Wszyscy sędziowie w rozgrywkach hokejowych są ubrani w sposób ujednolicony – posiadają czarne spodnie i kaski oraz bluzy w biało-czarne pionowe pasy. Dla wyróżnienia sędziowie główni oznaczeni są pomarańczowymi opaskami na rękach powyżej łokci.

## Kary
Gdy jeden z zawodników popełni wykroczenie, sędzia podnosi rękę nie przerywając gry, dając przywilej korzyści poszkodowanym. Oznacza to, że w chwili, gdy drużyna faulująca dotknie krążka, gra zostanie przerwana. Do tego momentu poszkodowani mogą atakować bez obawy utraty bramki (z tego powodu w takiej sytuacji bramkarz poszkodowanych może zjechać do swojego boksu, a w jego miejsce może wejść na lodowisko dodatkowy zawodnik z drużyny, tworząc przez to liczebną przewagę drużyny i zwiększając tym samym szansę na strzelenie bramki). W razie gdy faul popełni zawodnik drużyny atakującej, wówczas kara (i przerwa w grze) jest odgwizdywana natychmiast.
W momencie gdy drużyna faulująca przejmie krążek, sędzia przerywa grę, a zawodnik faulujący otrzymuje karę. Kara skutkuje tym, że gracz uznany za winnego wykroczenia udaje się na ławkę kar, a jego drużyna jest zmuszona grać w liczebnym osłabieniu przez określony czas. Kary mogą być: mniejsze (2 minuty), większe (5 minut, np. gdy w wyniku faulu nastąpi zranienie gracza), indywidualne (10 minut – wykluczenie z gry obciąża tylko zawodnika, zaś jego zespół nie doznaje osłabienia liczebnego), kara meczu (zawodnik zostaje wykluczony z gry w spotkaniu – wówczas drużyna doznaje osłabienia jedynie karą 5 minut). Kary mogą być łączone (czyli np. 2+2 minuty, 2+10 minut, 4+25 minut i kara meczu).
Drużyna nie może grać w składzie mniejszym niż trzech zawodników, co oznacza, że nie jest możliwe maksymalne zredukowanie liczby graczy na lodzie w wyniku kilku nałożonych kar na jeden zespół. W takim przypadku drużyna występuje w składzie trzech zawodników, przy czym trzecie (i ewent. następne wykluczenia) jest/są odłożone i zaczynają upływać dopiero po zakończeniu którejś z wcześniejszych kar ww. rodzaju.
Jeżeli drużyna grająca w osłabieniu traci bramkę, wówczas automatycznie anulowana jest nałożona na nią kara. Zawodnik opuszcza ławkę kar a jego zespół ponownie występuje w pełnym składzie. Analogicznie przy nałożonych dwóch karach, gdy osłabiona drużyna broni się trzema zawodnikami w polu, wówczas po stracie gola i opuszczeniu ławki przez jednego z wykluczonych graczy, zespół osłabiony kontynuuje grę czterema zawodnikami w polu. Wyjątkiem w tym zakresie jest kara większa niż 5 minut. W takiej sytuacji zawodnik musi odsiedzieć całą karę a jego drużyna jest osłabiona bezwarunkowo, co oznacza że nawet po stracie bramki osłabienie trwa przez całe 5 minut kary. Gdy zawodnik jest ukarany karą podwójną mniejszą 2+2 minuty i jego drużyna straci bramkę w pierwszych 2 minutach, to reszta czasu pierwszej kary zostaje anulowana, ale zawodnik nie wraca na taflę, tylko odsiaduje drugie 2 minuty indywidualnie. Jeżeli na drużyny nałożono wykluczenia równocześnie i zespoły, mimo że są osłabione grają równą liczbą zawodników (np. po 4 graczy), wówczas po stracie bramki zawodnik drużyny tracącej ją nie wraca na lodowisko.

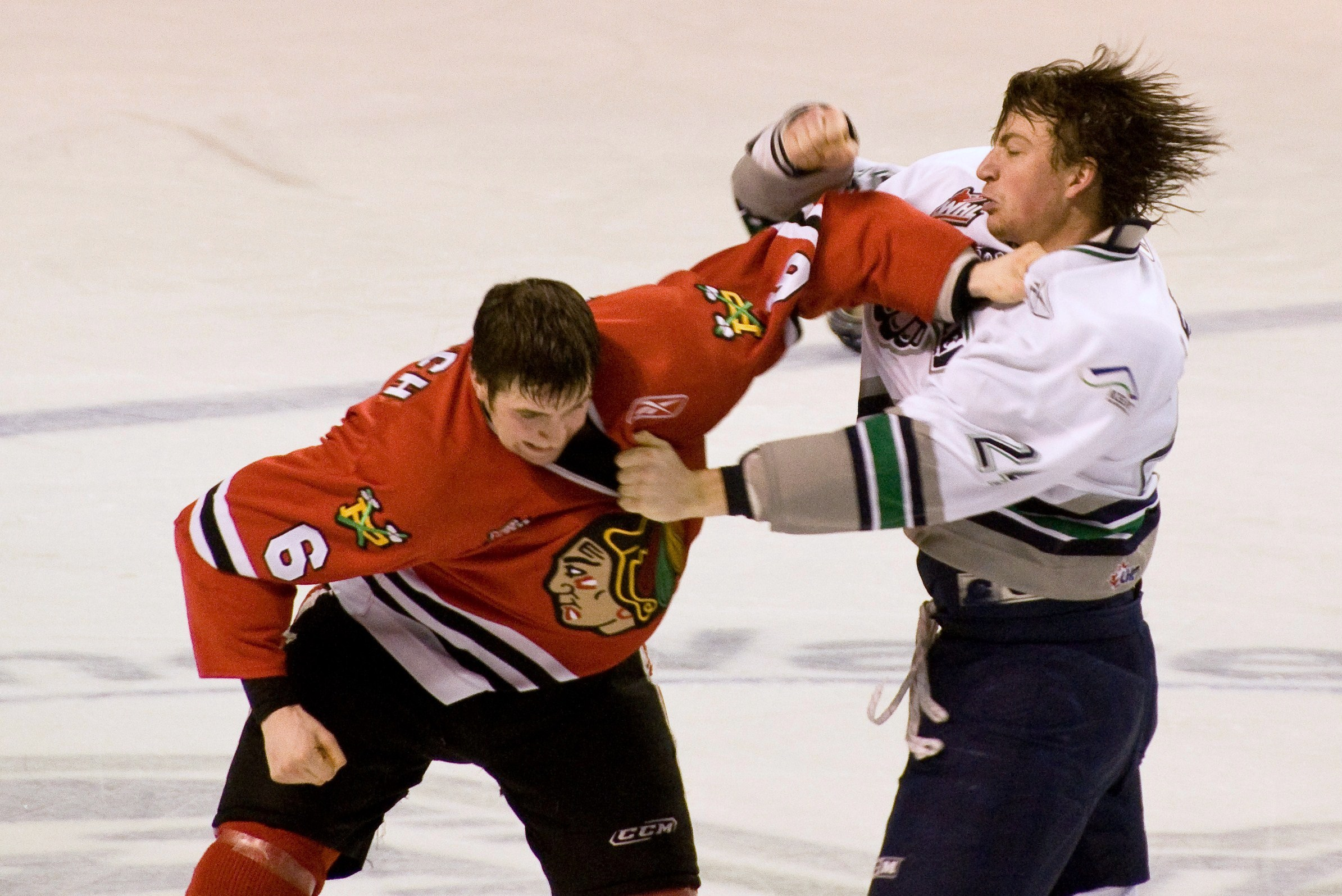
Bójka w trakcie meczu hokejowego

Zachowania zawodników wymienione w regulaminie gry IIHF, za które nakładane są kary:
- zahaczanie (ang. hooking)
- spowodowanie upadku przeciwnika (tripping)
- atak kijem trzymanym oburącz (cross-checking)
- przeszkadzanie (interference)
- trzymanie przeciwnika (holding)
- trzymanie kija przeciwnika (holding the stick)
- niebezpieczna gra wysoko uniesionym kijem (high-sticking)
- nadmierna ostrość w grze (roughing)
- udział w grze większej liczby zawodników niż dozwolona w danym momencie (too many players on the ice)
- niesportowe zachowanie (unsportsmanlike conduct)
- uderzanie kijem (slashing)
- kłucie kijem (spearing)
- atak łokciem (elbowing)
- atak kolanem (kneeing)
- atak z tyłu (checking from behind)
- podcinanie (clipping)
- wrzucenie na bandę (boarding)
- natarcie (charging)
- opóźnianie gry (delaying the game)
- celowe poruszenie bramki (displacing the goal)
- celowe wybicie krążka za bandę (delaying the game)
- celowe rzucenie kija w stronę krążka
- gra złamanym kijem
- używanie nieprzepisowego sprzętu i wyposażenia (illegal equipment).

## Inne zasady

### Spalony
Spalony (ang. offside) występuje, gdy zawodnik znajdzie się w tercji obronnej przeciwnika zanim zostanie wbity tam krążek przez jego drużynę. Wówczas gra wraca do tercji środkowej (neutralnej). Obecnie stosuje się tzw. „tag-up offside”, czyli odłożony spalony. Oznacza to, że gracz znajdujący się na pozycji spalonej może z niej uciec, czyli wycofać się do strefy neutralnej, a następnie ponownie wjechać do strefy obronnej rywala – wówczas gra nie zostaje przerwana przez sędziego.

### Uwolnienie
Uwolnienie (ang. icing) występuje, gdy gracz wybije krążek z własnej połowy (własnej tercji lub własnej połowy) na połowę przeciwnika w taki sposób, że krążek minie linię bramkową po drugiej stronie tafli oraz gdy żaden z zawodników nie będzie miał możliwości przejęcia go. Wówczas gra zostaje przerwana i następuje wznowienie w tercji obronnej drużyny dokonującej wystrzelenia krążka. Jest to tzw. zabronione uwolnienie, gdyż dokonywane jest przy równej liczbie graczy obu drużyn na lodzie. Uwolnienie dozwolone jest dopuszczalne dla drużyny grającej w liczebnym osłabieniu. Wówczas możliwość wystrzelenia krążka na drugi koniec tafli jest przywilejem w grze obronnej dla drużyny osłabionej. Ponadto zabronione uwolnienie jest bezskuteczne gdy krążek trafi do bramki. Od sezonu 2008/09 IIHF wprowadziła nową zasadę, w myśl której drużyna przeciwna po dokonaniu zabronionego uwolnienia nie może dokonać zmiany zawodników i do wznowienia muszą przystąpić gracze, którzy przebywali na lodzie w momencie dokonania uwolnienia.

### Rzut karny
Rzut karny jest podyktowany za faul na zawodniku, przed którym w momencie ataku znajduje się już tylko bramkarz przeciwnika. Wówczas pozostali gracze zjeżdżają z lodowiska, pozostają tylko bramkarz strony faulującej, zawodnik poszkodowany i krążek, umieszczony na środku lodowiska. Zawodnik może w dowolny sposób przejąć krążek (nie może się cofnąć z krążkiem, ani go zgubić), najechać na bramkę i oddać strzał w celu zdobycia gola.

## Imprezy
- NHL
- Puchar Stanleya

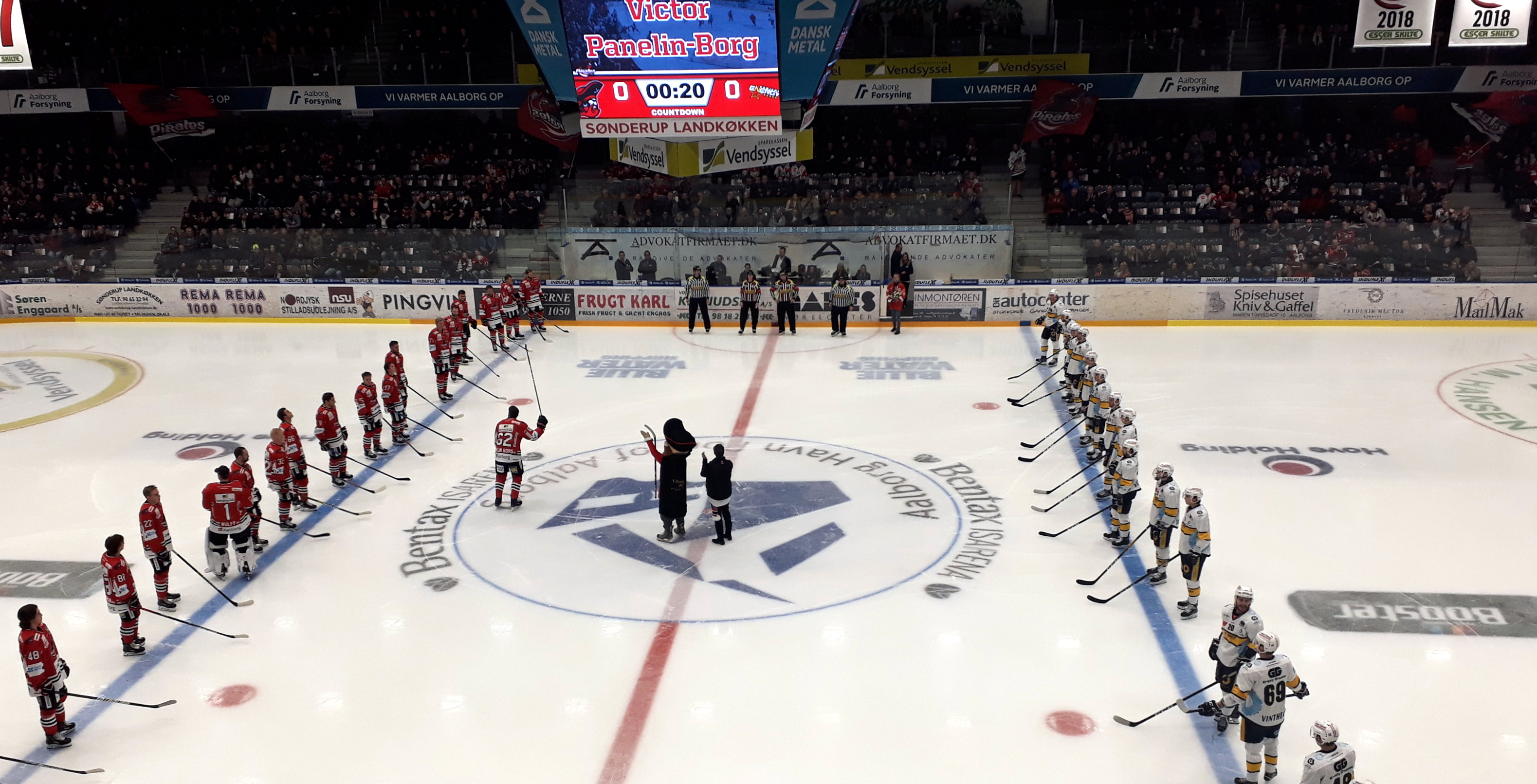
Rozpoczęcie meczu – drużyny duńskiej superligi w hokeju na lodzie: Aalborg Pirates i Esbjerg Energy w Gigantium, listopad 2019

- Hokej na lodzie na zimowych igrzyskach olimpijskich
- Mistrzostwa świata w hokeju na lodzie kobiet
- Mistrzostwa świata w hokeju na lodzie mężczyzn
- Mistrzostwa świata juniorów w hokeju na lodzie
- Mistrzostwa Europy w hokeju na lodzie
- Mistrzostwa Polski w hokeju na lodzie
- Hokej na lodzie na Zimowych Igrzyskach Azjatyckich